# Битва на Сабисе
Битва на Сабисе — сражение между племенами белгов под предводительством Бодуогната и восемью римскими легионами Юлия Цезаря, произошедшее в 57 году до н. э. на реке Сабис.

## Предыстория
После битвы на Аксоне Цезарь двинулся на столицу суессионов Новиодун. Защитники города были поражены осадными башнями римлян и сдали город без боя. Также без сопротивления римляне заняли главный город белловаков Братустаний. После этого Цезарь повернул в земли нервиев и остановился в 10 милях от реки Сабис, где разбил лагерь. За рекой расположились нервии и соседние племена атребатов и виромандуев, также они ожидали подкрепления от племени адуатуков.

## Ход битвы
Так как Цезарь приближался к врагу, то вперед он выслал конницу, следом он вёл шесть легионов (VII, VIII, IX, X, XI и XII). Замыкали колонну XIII и XIV легионы, которые прикрывали шедший впереди них обоз.
Нервии под командованием Бодуогната, а также виромандуи и атребаты, засели в чаще деревьев в 200 футах от восточного берега. На открытом пространстве между берегом и лесом они выставили несколько конных постов.
Римские всадники вместе со стрелками и пращниками перешли через реку и завязали бой с конницей белгов. Белги то отступали к лесу, то вновь нападали. Однако, как только они заметили обоз, они всей массой выскочили из леса, смяли римскую конницу, перешли реку и напали на обустраивавших лагерь римлян. Белги застали их врасплох, но, несмотря на это, римляне успели выстроиться в боевой порядок.
На левом фланге римлян X и IX легионы сражались против атребатов. Римлянам удалось сбить противника в реку, после чего они начали преследование и многих переправлявшихся на другой берег атребатов перебили. Однако сами легионы не стали форсировать реку, чем воспользовались белги. Они повернули на римлян, возобновили сражение, но были обращены в бегство.
В центре XI и VIII легионы сражались против виромандуев. Римлянам удалось их сбить с возвышенности, после чего бой продолжился у берега реки. Но вследствие этого почти весь римский лагерь по фронту и на левом фланге был обнажен, только на правом фланге стояли XII и VII легионы. Этим воспользовались нервии, которые устремились к этому пункту. Часть из них стала обходить легионы с незащищенной стороны, а другая двинулась на лагерь. Не имея возможности перегруппироваться, римляне могли только удерживать свои позиции. Через военных трибунов Цезарь приказал легионам соединиться, сделать поворот и перейти в наступление. Тем временем XIII и XIV легионы, прикрывавшие обоз, при известии о сражении ускоренным маршем направились туда.
На левом фланге X легион форсировал реку и захватил лагерь белгов. Тем временем нервии ворвались в лагерь римлян. Увидев это с холма, Тит Лабиен послал на помощь X легион. С его приходом ситуация полностью переменилась. Римляне перешли в наступление и почти полностью перебили всех нервиев.
Подкрепления от адуатуков нервии так и не дождались. Узнав о победе римлян, адуатуки повернули в свои земли. Вскоре они также были покорены Цезарем.

## Последствия
Победа в битве позволила Цезарю подчинить племена белгов и установить контроль над их землями.